# Карла Бойд
Карла Бойд (англ. Carla Boyd, 31 жовтня 1975) — австралійська баскетболістка.
Срібна призерка Олімпійських Ігор 2000 року, бронзова призерка 1996 року.
Бронзова призерка Чемпіонату світу 1998 року.
Переможниця юнацького чемпіонату світу (U-19) 1993 року.